# Hans Cavalli
Hans Cavalli, född 20 november 1892 i Malmö Sankt Petri församling, död 13 oktober 1980, var en svensk journalist. Han var brorson till Henrik Cavalli.
Cavalli blev filosofie kandidat 1914 filosofie licentiat 1919 och filosofie doktor i Uppsala 1920 på avhandlingen Arbetsfördelningen mellan de svenska statsdepartementen efter 1840. Han var biträdande amanuens vid Landsarkivet i Göteborg 1911–14, medarbetare i Sydsvenska Dagbladet Snällposten 1914–30 (chefredaktör och ansvarig utgivare från 1928). År 1942 blev han filosofie doktor vid Stockholms högskola på avhandlingen Om statslån och statsskulder: rättsliga studier kring § 76 regeringsformen. 
Cavalli var ledamot av styrelsen för Malmö biblioteks- och föreläsningsförening 1918–27, för Malmö föreläsningsförening 1928–30, för Svenska Journalistföreningens södra krets 1922–24, ledamot av styrelsen för Sydsvenska tidningsmännens understödsförening 1925–30, vice ordförande där 1930, för Publicistklubbens södra krets 1926–30, vice ordförande 1928–29, ordförande 1930.